# لیگ قهرمانان اروپا ۲۲–۲۰۲۱
لیگ قهرمانان اروپا ۲۲–۲۰۲۱ شصت و هفتمین فصل از مسابقات فوتبال باشگاه‌های برتر اروپای برگزار شده توسط یوفا است.از فصل بیست ونهم به بعد نام جام باشگاه‌های اروپا به لیگ قهرمانان اروپا تغییر کرد.
فینال مسابقات در ورزشگاه استاد دو فرانس در پاریس، فرانسه برگزار شد. در آغاز قرار بود این مسابقه در ورزشگاه آلیانتس آرنا در مونیخ آلمان برگزار شود. اما به دلیل به تعویق انداختن و جابجایی مجدد فینال ۲۰۲۰ ،میزبانان فینال هر کدام یک سال جابه‌جا شدند و سن پترزبورگ به جای مونیخ میزبان فینال ۲۰۲۲ شد. پس از آن با توجه به حمله روسیه به اوکراین، کمیته اجرایی یوفا جلسه اضطراری را دربارهٔ میزبانی روسیه برگزار کرد و در نهایت میزبانی از سن پترزبورگ به پاریس انتقال یافت.
برنده لیگ قهرمانان یوفا ۲۲–۲۰۲۱ به‌طور خودکار واجد شرایط شرکت در مرحله گروهی ۲۳–۲۰۲۲ لیگ قهرمانان اروپا می‌شود و همچنین حق بازی با برنده لیگ اروپا ۲۲–۲۰۲۱ در سوپر جام اروپا ۲۰۲۲ را کسب می‌کند.

## سهمیه‌بندی فدراسیون‌ها
در مجموع ۷۹ تیم از ۵۴ فدراسیون از ۵۵ عضو یوفا در لیگ قهرمانان اروپا ۲۲–۲۰۲۱ شرکت می‌کنند(به غیر از لیختن اشتاین، که لیگ داخلی برگزار نمی‌کند). از ضریب یوفا برای رتبه‌بندی فدراسیون کشورها استفاده می‌شود تا تعداد تیم‌های شرکت کننده از هر فدراسیون مشخص شود:
- فدراسیون‌های ۱–۴ هر کدام دارای سهمیه ۰+۴ هستند.
- فدراسیون‌های ۵–۶ هر کدام دارای سهمیه ۱+۲ هستند.
- فدراسیون‌های ۷–۱۰ هر کدام دارای سهمیه ۱+۱ هستند.
- فدراسیون‌های ۱۱–۱۵ هر کدام دارای سهمیه ۲+۰ هستند.
- فدراسیون‌های ۱۶–۵۵ (به جز لیختن اشتاین) هر یک دارای سهمیه ۱+۰ هستند.
- اگر قهرمانان لیگ قهرمانان اروپا ۲۱–۲۰۲۰ و لیگ اروپا ۲۱–۲۰۲۰ از طریق لیگ‌های داخلی خود به لیگ قهرمانان اروپا ۲۲–۲۰۲۱ راه پیدا نکنند، یک سهمیه اضافی به آنها اختصاص داده می‌شود. با این وجود دارنده عنوان قهرمانی در لیگ قهرمانان از طریق لیگ داخلی خود واجد شرایط شد، و در نتیجه یک ورودی اضافی برای این فصل در نظر گرفته شد.

### رتبه‌بندی فدراسیون کشورها
برای لیگ قهرمانان اروپا ۲۲–۲۰۲۱، فدراسیون کشورها با توجه به ضریب یوفا در سال ۲۰۲۰ رتبه‌بندی می‌شوند و عملکرد آنها در مسابقات اروپایی از فصل ۱۶–۲۰۱۵ تا ۲۰–۲۰۱۹ برای این منظور در نظر گرفته می‌شود.
جدا از تخصیص سهمیه براساس ضرایب، ممکن است تیم‌های دیگری از فدراسیون‌ها در لیگ قهرمانان شرکت کنند، همان‌طور که در زیر ذکر شده‌است:
- (UCL) - جایگاه اضافی برای دارندگان عنوان قهرمانی لیگ قهرمانان اروپا
- (UEL) - جایگاه اضافی برای دارندگان عنوان قهرمانی لیگ اروپا

| رتبه | فدراسیون | ضریب    | تیم‌ها | یادداشت  |
| ---- | -------- | ------- | ----- | -------- |
| ۱    | اسپانیا  | 102.283 | ۴     | +۱ (UEL) |
| ۲    | انگلستان | 90.462  | ۴     |          |
| ۳    | آلمان    | 74.784  | ۴     |          |
| ۴    | ایتالیا  | 70.653  | ۴     |          |
| ۵    | فرانسه   | 59.248  | ۳     |          |
| ۶    | پرتغال   | 49.449  | ۳     |          |
| ۷    | روسیه    | 45.549  | ۲     |          |
| ۸    | بلژیک    | 37.900  | ۲     |          |
| ۹    | اوکراین  | 36.100  | ۲     |          |
| ۱۰   | هلند     | 35.750  | ۲     |          |
| ۱۱   | ترکیه    | 33.600  | ۲     |          |
| ۱۲   | اتریش    | 32.925  | ۲     |          |
| ۱۳   | دانمارک  | 29.250  | ۲     |          |
| ۱۴   | اسکاتلند | 27.875  | ۲     |          |
| ۱۵   | چک       | 27.300  | ۲     |          |
| ۱۶   | قبرس     | 26.750  | ۱     |          |
| ۱۷   | سوئیس    | 26.400  | ۱     |          |
| ۱۸   | یونان    | 26.300  | ۱     |          |
| ۱۹   | صربستان  | 25.500  | ۱     |          |

| رتبه | فدراسیون    | ضریب   | تیم‌ها | یادداشت |
| ---- | ----------- | ------ | ----- | ------- |
| ۲۰   | کرواسی      | 24.875 | ۱     |         |
| ۲۱   | سوئد        | 22.750 | ۱     |         |
| ۲۲   | نروژ        | 21.750 | ۱     |         |
| ۲۳   | اسرائیل     | 19.625 | ۱     |         |
| ۲۴   | قزاقستان    | 19.250 | ۱     |         |
| ۲۵   | بلاروس      | 18.875 | ۱     |         |
| ۲۶   | آذربایجان   | 18.750 | ۱     |         |
| ۲۷   | بلغارستان   | 17.375 | ۱     |         |
| ۲۸   | رومانی      | 16.700 | ۱     |         |
| ۲۹   | لهستان      | 16.625 | ۱     |         |
| ۳۰   | اسلواکی     | 15.875 | ۱     |         |
| ۳۱   | لیختن‌اشتاین | 13.500 | 0     |         |
| ۳۲   | اسلوونی     | 13.000 | ۱     |         |
| ۳۳   | مجارستان    | 12.875 | ۱     |         |
| ۳۴   | لوکزامبورگ  | 8.000  | ۱     |         |
| ۳۵   | لیتوانی     | 7.875  | ۱     |         |
| ۳۶   | ارمنستان    | 7.625  | ۱     |         |
| ۳۷   | لتونی       | 7.625  | ۱     |         |

| رتبه | فدراسیون        | ضریب  | تیم‌ها | یادداشت |
| ---- | --------------- | ----- | ----- | ------- |
| ۳۸   | آلبانی          | 7.375 | ۱     |         |
| ۳۹   | مقدونیه شمالی   | 7.375 | ۱     |         |
| ۴۰   | بوسنی و هرزگوین | 6.875 | ۱     |         |
| ۴۱   | [[\|مولدووا]]   | 6.750 | ۱     |         |
| ۴۲   | جمهوری ایرلند   | 6.700 | ۱     |         |
| ۴۳   | فنلاند          | 6.500 | ۱     |         |
| ۴۴   | گرجستان         | 5.750 | ۱     |         |
| ۴۵   | مالت            | 5.750 | ۱     |         |
| ۴۶   | ایسلند          | 5.375 | ۱     |         |
| ۴۷   | ولز             | 5.000 | ۱     |         |
| ۴۸   | ایرلند شمالی    | 4.875 | ۱     |         |
| ۴۹   | جبل الطارق      | 4.750 | ۱     |         |
| ۵۰   | مونته‌نگرو       | 4.375 | ۱     |         |
| ۵۱   | استونی          | 4.375 | ۱     |         |
| ۵۲   | کوزوو           | 4.000 | ۱     |         |
| ۵۳   | جزایر فارو      | 3.750 | ۱     |         |
| ۵۴   | آندورا          | 2.831 | ۱     |         |
| ۵۵   | سان مارینو      | 0.666 | ۱     |         |

### توزیع سهمیه
در جدول زیر توزیع سهمیه برای فدراسیون‌ها در این فصل قرار دارد.
|                                |                                 | تیم‌های ورودی در این مرحله | تیم‌های صعود کرده از دور قبل                                                                |
| ------------------------------ | ------------------------------- | --- | ------------------------------------------------------------------------------------------ |
| مرحله مقدماتی (۴ تیم)          | مرحله مقدماتی (۴ تیم)           | - ۴ تیم قهرمان از فدراسیون‌های ۵۲–۵۵ |                                                                                            |
| دور اول مرحله انتخابی (۳۴ تیم) | دور اول مرحله انتخابی (۳۴ تیم)  | - ۳۳ تیم قهرمان از فدراسیون‌های ۱۸–۵۱ (به جز لیختن اشتاین) | - ۱ برنده مرحله مقدماتی                                                                    |
| دور دوم مرحله انتخابی          | از طریق قهرمانی در لیگ (۲۰ تیم) | - ۳ تیم قهرمان از فدراسیون‌های ۱۵–۱۷ | - ۱۷ برنده دور اول مرحله انتخابی                                                           |
| دور دوم مرحله انتخابی          | از طریق لیگ داخلی (۶ تیم)       | - ۶ تیم نایب-قهرمان از فدراسیون‌های ۱۰–۱۵ |                                                                                            |
| دور سوم مرحله انتخابی          | از طریق قهرمانی در لیگ (۱۰ تیم) | | - ۱۰ تیم برنده دور دوم مرحله انتخابی (از طریق قهرمانی در لیگ)                              |
| دور سوم مرحله انتخابی          | از طریق لیگ داخلی (۶ تیم)       | - ۳ تیم نایب-قهرمان از فدراسیون‌های ۷–۹ | - ۳ تیم برنده دور دوم مرحله انتخابی (از طریق لیگ داخلی)                                    |
| مرحله پلی آف                   | از طریق قهرمانی در لیگ (۸ تیم)  | - ۳ تیم قهرمان از فدراسیون‌های ۱۲–۱۴ | - ۵ تیم برنده از دور سوم مرحله انتخابی (از طریق قهرمانی در لیگ)                            |
| مرحله پلی آف                   | از طریق لیگ داخلی (۴ تیم)       | - ۱ تیم رتبه سوم از فدراسیون ۶ | - ۳ تیم برنده از دور سوم مرحله انتخابی (از طریق لیگ داخلی)                                 |
| مرحله گروهی (۳۲ تیم)           | مرحله گروهی (۳۲ تیم)            | - قهرمان لیگ اروپا - ۱۱ تیم قهرمان از فدراسیون‌های ۱–۱۱ - ۶ تیم نایب-قهرمان از فدراسیون‌های ۱–۶ - ۴ تیم رتبه سوم از فدراسیون‌های ۱–۴ - ۴ تیم رتبه چهارم از فدراسیون‌های ۱–۴ | - ۴ برنده مرحله پلی آف (از طریق قهرمانی در لیگ) - ۲ برنده مرحله پلی آف (از طریق لیگ داخلی) |
| مرحله حذفی (۱۶ تیم)            | مرحله حذفی (۱۶ تیم)             | | - ۸ تیم اول از مرحله گروهی - ۸ تیم دوم از مرحله گروهی                                      |

## نحوه برگزاری
در هر گروه، تیم‌ها به صورت رفت و برگشت در خانه و خارج از خانه به مصاف یکدیگر رفتند. دو تیم برتر هر گروه به مرحله یک‌هشتم نهایی صعود کردند. تیم‌های سوم به مرحله حذفی لیگ اروپا ۲۲–۲۰۲۱ رفتند و تیم‌های چهارم از رقابت‌های اروپایی فصل حذف شدند.

### قوانین
تیم‌ها بر اساس امتیاز (۳ امتیاز برای برد، ۱ امتیاز برای تساوی، ۰ امتیاز برای باخت) رتبه‌بندی شدند. اگر دو یا چند تیم در امتیازات مساوی بودند، معیارهای تساوی به ترتیب زیر برای تعیین رده‌بندی اعمال می‌شد (به ماده ۱۷ برابری امتیازات - مرحله گروهی، مقررات لیگ قهرمانان اروپا مراجعه کنید):
1. امتیاز در بازی‌های رودررو در بین تیم‌های مساوی؛
2. تفاضل گل در دیدارهای رودررو در بین تیم‌های مساوی؛
3. گل‌های زده شده در بازی‌های رودررو در بین تیم‌های مساوی؛

اگر بیش از دو تیم مساوی بودند و پس از اعمال همه معیارهای رودررو بالا، زیرمجموعه ای از تیم‌ها همچنان مساوی بودند، همه معیارهای رودررو بالا منحصراً برای این زیرمجموعه از تیم‌ها اعمال می‌شد:
1. تفاضل گل در تمامی مسابقات گروهی؛
2. گل‌های زده شده در تمامی بازی‌های گروهی؛
3. گل‌های خارج از خانه در تمام بازی‌های گروه؛
4. تعداد برد در تمام مسابقات گروهی؛
5. تعداد برد خارج از خانه در تمام مسابقات گروهی؛
6. امتیاز انضباطی (کارت قرمز مستقیم = ۳ امتیاز، دو کارت زرد = ۳ امتیاز، یک کارت زرد = ۱ امتیاز).
7. ضریب باشگاهی یوفا

با توجه به لغو قانون گل زده در خانه حریف، از این فصل، گل زده در خانه حریف دیگر به‌عنوان تساوی‌شکن اعمال نمی‌شد. با این حال، مجموع گل‌های خارج از خانه همچنان به عنوان یک قانون استفاده می‌شد.

## مرحله گروهی
مراسم قرعه‌کشی مرحله گروهی در ۲۶ اوت ۲۰۲۱، ساعت ۱۸:۰۰ CEST (۱۹:۰۰ TRT)، در استانبول، ترکیه برگزار شد. ۳۲ تیم در ۸ گروه چهار تیمی قرار گرفتند. برای قرعه‌کشی، تیم‌ها بر اساس اصول زیر در چهار گلدان، هر یک از هشت تیم، قرار گرفتند:
- گلدان ۱ شامل دارندگان عنوان قهرمانی لیگ قهرمانان اروپا و لیگ اروپا و قهرمانان شش اتحادیه برتر بر اساس ضرایب کشوری یوفا در سال ۲۰۲۰ بود.[۷]
- گلدان ۲، ۳ و ۴ شامل تیم‌های باقی‌مانده بود که بر اساس ضرایب باشگاهی یوفا در سال ۲۰۲۱ انتخاب شدند.[۱۲]

تیم‌هایی از یک کشور و به دلایل سیاسی تیم‌های اوکراین و روسیه نتوانستند در یک گروه قرار بگیرند. قبل از قرعه کشی، یوفا زوج‌هایی از تیم‌های یک انجمن (یک جفت برای انجمن‌ها با دو یا سه تیم، دو زوج برای انجمن‌ها با چهار یا پنج تیم) بر اساس تماشاگران تلویزیون تشکیل داد، که در آن یک تیم در گروه‌های A–D قرار گرفت و یک تیم دیگر به گروه E–H کشیده شد تا دو تیم در روزهای مختلف بازی کنند.
این مسابقات در روزهای ۱۴ تا ۱۵ سپتامبر، ۲۸ تا ۲۹ سپتامبر، ۱۹ تا ۲۰ اکتبر، ۲ تا ۳ نوامبر، ۲۳ تا ۲۴ نوامبر و ۷ تا ۸ دسامبر ۲۰۲۱ انجام شد. دو تیم برتر هر گروه به دور بعد صعود کردند. تیم‌های سوم به مرحله حذفی لیگ اروپا منتقل شدند، در حالی که تیم‌های چهارم از رقابت‌های اروپایی حذف دند. شریف تیراسپول اولین حضور خود را در مرحله گروهی تجربه کرد. آنها اولین تیم مولداوی بودند که در مرحله گروهی لیگ قهرمانان بازی کردند.

### گروه A
| رتبه | تیم          | بازی | برد | مساوی | باخت | گل زده | گل خورده | گل تفاضل | امتیاز | صلاحیت              |  | MCI | PAR | RBL | BRU |
| ---- | ------------ | ---- | --- | ----- | ---- | ------ | -------- | -------- | ------ | ------------------- |  | --- | --- | --- | --- |
| ۱    | منچستر سیتی  | ۶    | ۴   | ۰     | ۲    | ۱۸     | ۱۰       | ۸+       | ۱۲     | صعود به مرحله حذفی  |  | —   | 2–1 | 6–3 | 4–1 |
| ۲    | پاری سن ژرمن | ۶    | ۳   | ۲     | ۱    | ۱۳     | ۸        | ۵+       | ۱۱     | صعود به مرحله حذفی  |  | 2–0 | —   | 3–2 | 4–1 |
| ۳    | لایپزیگ      | ۶    | ۲   | ۱     | ۳    | ۱۵     | ۱۴       | ۱+       | ۷      | انتقال به لیگ اروپا |  | 2–1 | 2–2 | —   | 1–2 |
| ۴    | کلوب بروژ    | ۶    | ۱   | ۱     | ۴    | ۶      | ۲۰       | ۱۴−      | ۴      |                     |  | 1–5 | 1–1 | 0–5 | —   |

### گروه B
| رتبه | تیم            | بازی | برد | مساوی | باخت | گل زده | گل خورده | گل تفاضل | امتیاز | صلاحیت              |  | LIV | ATM | POR | MIL |
| ---- | -------------- | ---- | --- | ----- | ---- | ------ | -------- | -------- | ------ | ------------------- |  | --- | --- | --- | --- |
| ۱    | لیورپول        | ۶    | ۶   | ۰     | ۰    | ۱۷     | ۶        | ۱۱+      | ۱۸     | صعود به مرحله حذفی  |  | —   | 2–0 | 2–0 | 3–2 |
| ۲    | اتلتیکو مادرید | ۶    | ۲   | ۱     | ۳    | ۷      | ۸        | ۱−       | ۷      | صعود به مرحله حذفی  |  | 2–3 | —   | 0–0 | 0–1 |
| ۳    | پورتو          | ۶    | ۱   | ۲     | ۳    | ۴      | ۱۱       | ۷−       | ۵      | انتقال به لیگ اروپا |  | 1–5 | 1–3 | —   | 1–0 |
| ۴    | آ.ث. میلان     | ۶    | ۱   | ۱     | ۴    | ۶      | ۹        | ۳−       | ۴      |                     |  | 1–2 | 1–2 | 1–1 | —   |

### گروه C
| رتبه | تیم             | بازی | برد | مساوی | باخت | گل زده | گل خورده | گل تفاضل | امتیاز | صلاحیت              |  | AJX | SPO | DOR | BES |
| ---- | --------------- | ---- | --- | ----- | ---- | ------ | -------- | -------- | ------ | ------------------- |  | --- | --- | --- | --- |
| ۱    | آژاکس           | ۶    | ۶   | ۰     | ۰    | ۲۰     | ۵        | ۱۵+      | ۱۸     | صعود به مرحله حذفی  |  | —   | 4–2 | 4–0 | 2–0 |
| ۲    | اسپورتینگ       | ۶    | ۳   | ۰     | ۳    | ۱۴     | ۱۲       | ۲+       | ۹      | صعود به مرحله حذفی  |  | 1–5 | —   | 3–1 | 4–0 |
| ۳    | بروسیا دورتموند | ۶    | ۳   | ۰     | ۳    | ۱۰     | ۱۱       | ۱−       | ۹      | انتقال به لیگ اروپا |  | 1–3 | 1–0 | —   | 5–0 |
| ۴    | بشیکتاش         | ۶    | ۰   | ۰     | ۶    | ۳      | ۱۹       | ۱۶−      | ۰      |                     |  | 1–2 | 1-4 | 1–2 | —   |

1. 1 2  امتیازات رودررو: اسپورتینگ ۳، بروسیا دورتموند ۳. تفاضل گل رودررو: اسپورتینگ +۱، بروسیا دورتموند −۱.

### گروه D
| رتبه | تیم           | بازی | برد | مساوی | باخت | گل زده | گل خورده | گل تفاضل | امتیاز | صلاحیت              |  | RMA | INT | SHE | SHK |
| ---- | ------------- | ---- | --- | ----- | ---- | ------ | -------- | -------- | ------ | ------------------- |  | --- | --- | --- | --- |
| ۱    | رئال مادرید   | ۶    | ۵   | ۰     | ۱    | ۱۴     | ۳        | ۱۱+      | ۱۵     | صعود به مرحله حذفی  |  | —   | 2–0 | 1–2 | 2–1 |
| ۲    | اینتر میلان   | ۶    | ۳   | ۱     | ۲    | ۸      | ۵        | ۳+       | ۱۰     | صعود به مرحله حذفی  |  | 0–1 | —   | 3–1 | 2–0 |
| ۳    | شریف تیراسپول | ۶    | ۲   | ۱     | ۳    | ۷      | ۱۱       | ۴−       | ۷      | انتقال به لیگ اروپا |  | 0–3 | 1–3 | —   | 2–0 |
| ۴    | شاختار دونتسک | ۶    | ۰   | ۲     | ۴    | ۲      | ۱۲       | ۱۰−      | ۲      |                     |  | 0–5 | 0–0 | 1–1 | —   |

### گروه E
| رتبه | تیم         | بازی | برد | مساوی | باخت | گل زده | گل خورده | گل تفاضل | امتیاز | صلاحیت              |  | BAY | BEN | BAR | DKV |
| ---- | ----------- | ---- | --- | ----- | ---- | ------ | -------- | -------- | ------ | ------------------- |  | --- | --- | --- | --- |
| ۱    | بایرن مونیخ | ۶    | ۶   | ۰     | ۰    | ۲۲     | ۳        | ۱۹+      | ۱۸     | صعود به مرحله حذفی  |  | —   | 5–2 | 3–0 | 5–0 |
| ۲    | بنفیکا      | ۶    | ۲   | ۲     | ۲    | ۷      | ۹        | ۲−       | ۸      | صعود به مرحله حذفی  |  | 0–4 | —   | 3–0 | 2–0 |
| ۳    | بارسلونا    | ۶    | ۲   | ۱     | ۳    | ۲      | ۹        | ۷−       | ۷      | انتقال به لیگ اروپا |  | 0–3 | 0–0 | —   | 1–0 |
| ۴    | دینامو کی‌یف | ۶    | ۰   | ۱     | ۵    | ۱      | ۱۱       | ۱۰−      | ۱      |                     |  | 1–2 | 0–0 | 0–1 | —   |

### گروه F
| رتبه | تیم            | بازی | برد | مساوی | باخت | گل زده | گل خورده | گل تفاضل | امتیاز | صلاحیت              |  | MUN | VIL | ATA | YB  |
| ---- | -------------- | ---- | --- | ----- | ---- | ------ | -------- | -------- | ------ | ------------------- |  | --- | --- | --- | --- |
| ۱    | منچستر یونایتد | ۶    | ۳   | ۲     | ۱    | ۱۱     | ۸        | ۳+       | ۱۱     | صعود به مرحله حذفی  |  | —   | 2–1 | 3–2 | 1–1 |
| ۲    | ویارئال        | ۶    | ۳   | ۱     | ۲    | ۱۲     | ۹        | ۳+       | ۱۰     | صعود به مرحله حذفی  |  | 0–2 | —   | 2–2 | 2–0 |
| ۳    | آتالانتا       | ۶    | ۱   | ۳     | ۲    | ۱۲     | ۱۳       | ۱−       | ۶      | انتقال به لیگ اروپا |  | 2–2 | 2–3 | —   | 1–0 |
| ۴    | یانگ بویز      | ۶    | ۱   | ۲     | ۳    | ۷      | ۱۲       | ۵−       | ۵      |                     |  | 2–1 | 1–4 | 3–3 | —   |

### گروه G
| رتبه | تیم             | بازی | برد | مساوی | باخت | گل زده | گل خورده | گل تفاضل | امتیاز | صلاحیت              |  | LOSC | SAL | SEV | WOL |
| ---- | --------------- | ---- | --- | ----- | ---- | ------ | -------- | -------- | ------ | ------------------- |  | ---- | --- | --- | --- |
| ۱    | لیل             | ۶    | ۳   | ۲     | ۱    | ۷      | ۴        | ۳+       | ۱۱     | صعود به مرحله حذفی  |  | —    | 1–0 | 0–0 | 0–0 |
| ۲    | ردبول زالتسبورگ | ۶    | ۳   | ۱     | ۲    | ۸      | ۶        | ۲+       | ۱۰     | صعود به مرحله حذفی  |  | 2–1  | —   | 1–0 | 3–1 |
| ۳    | سویا            | ۶    | ۱   | ۳     | ۲    | ۵      | ۵        | ۰        | ۶      | انتقال به لیگ اروپا |  | 1–2  | 1–1 | —   | 2–0 |
| ۴    | وولفسبورگ       | ۶    | ۱   | ۲     | ۳    | ۵      | ۱۰       | ۵−       | ۵      |                     |  | 1–3  | 2–1 | 1–1 | —   |

### گروه H
| رتبه | تیم     | بازی | برد | مساوی | باخت | گل زده | گل خورده | گل تفاضل | امتیاز | صلاحیت              |  | JUV | CHE | ZEN | MAL |
| ---- | ------- | ---- | --- | ----- | ---- | ------ | -------- | -------- | ------ | ------------------- |  | --- | --- | --- | --- |
| ۱    | یوونتوس | ۶    | ۵   | ۰     | ۱    | ۱۰     | ۶        | ۴+       | ۱۵     | صعود به مرحله حذفی  |  | —   | 1–0 | 4–2 | 1–0 |
| ۲    | چلسی    | ۶    | ۴   | ۱     | ۱    | ۱۳     | ۴        | ۹+       | ۱۳     | صعود به مرحله حذفی  |  | 4–0 | —   | 1–0 | 4–0 |
| ۳    | زنیت    | ۶    | ۱   | ۲     | ۳    | ۱۰     | ۱۰       | ۰        | ۵      | انتقال به لیگ اروپا |  | 0–1 | 3–3 | —   | 4–0 |
| ۴    | مالمو   | ۶    | ۰   | ۱     | ۵    | ۱      | ۱۴       | ۱۳−      | ۱      |                     |  | 0–3 | 0–1 | 1–1 | —   |

## مرحله حذفی
در مرحله حذفی، تیم‌ها به جز فینال که تک بازی است، در دو بازی خانگی و خارج از خانه به مصاف یکدیگر می‌روند. مکانیسم قرعه کشی برای هر دور به شرح زیر است:
- در قرعه‌کشی مرحله یک‌هشتم نهایی، ۸ برنده گروه‌ها در سید ۱ و ۸ نایب قهرمان گروه‌ها در سید ۲ قرار گرفتند. تیم‌های سید ۱ به مصاف تیم‌های سید ۲ خواهند رفت. تیم‌های اول شده میزبان بازی برگشت خواهند بود. تیم‌های یک گروه یا یک انجمن نمی‌توانستند مقابل یکدیگر قرار بگیرند.
- در قرعه‌کشی‌های مرحله یک‌چهارم نهایی و نیمه‌نهایی، جدولی وجود ندارد و تیم‌هایی از یک گروه یا یک انجمن می‌توانند مقابل یکدیگر قرار بگیرند. از آنجایی که قرعه کشی مرحله یک چهارم نهایی و نیمه نهایی با هم قبل از بازی مرحله یک چهارم نهایی انجام می‌شود، هویت برندگان مرحله یک چهارم نهایی در زمان قرعه کشی نیمه نهایی مشخص نیست. قرعه‌کشی نیز برگزار می‌شود تا مشخص شود کدام برنده نیمه‌نهایی به‌عنوان تیم «میزبان» برای فینال انتخاب می‌شود.

### نمودار
|  | یک‌هشتم نهایی    | یک‌هشتم نهایی       | یک‌هشتم نهایی | یک‌هشتم نهایی |                                |         | یک‌چهارم نهایی | یک‌چهارم نهایی | یک‌چهارم نهایی | یک‌چهارم نهایی |  |  | نیمه‌نهایی | نیمه‌نهایی | نیمه‌نهایی | نیمه‌نهایی |  |  | فینال | فینال | فینال | فینال |
|  |                 |                    |              |              |                                |         |               |               |               |               |  |  |           |           |           |           |  |  |       |       |       |       |
|  |                 |                    |              |              |                                |         |               |               |               |               |  |  |           |           |           |           |  |  |       |       |       |       |
|  |                 |                    |              |              |                                |         |               |               |               |               |  |  |           |           |           |           |  |  |       |       |       |       |
|  | بنفیکا          | ۲                  | ۱            | ۳            |                                |         |               |               |               |               |  |  |           |           |           |           |  |  |       |       |       |       |
|  | بنفیکا          | ۲                  | ۱            | ۳            |                                |         |               |               |               |               |  |  |           |           |           |           |  |  |       |       |       |       |
|  | آژاکس           | ۲                  | ۰            | ۲            |                                |         |               |               |               |               |  |  |           |           |           |           |  |  |       |       |       |       |
|  | آژاکس           | ۲                  | ۰            | ۲            | بنفیکا                         | ۱       | ۳             | ۴             |               |               |  |  |           |           |           |           |  |  |       |       |       |       |
|  |                 |                    |              |              | بنفیکا                         | ۱       | ۳             | ۴             |               |               |  |  |           |           |           |           |  |  |       |       |       |       |
|  |                 | لیورپول            | ۳            | ۳            | ۶                              |         |               |               |               |               |  |  |           |           |           |           |  |  |       |       |       |       |
|  | اینتر میلان     | لیورپول            | ۳            | ۳            | ۶                              | ۰       | ۱             | ۱             |               |               |  |  |           |           |           |           |  |  |       |       |       |       |
|  | اینتر میلان     |                    |              |              |                                | ۰       | ۱             | ۱             |               |               |  |  |           |           |           |           |  |  |       |       |       |       |
|  | لیورپول         | ۲                  | ۰            | ۲            |                                |         |               |               |               |               |  |  |           |           |           |           |  |  |       |       |       |       |
|  | لیورپول         | ۲                  | ۰            | ۲            | لیورپول                        | ۲       | ۳             | ۵             |               |               |  |  |           |           |           |           |  |  |       |       |       |       |
|  |                 |                    |              |              | لیورپول                        | ۲       | ۳             | ۵             |               |               |  |  |           |           |           |           |  |  |       |       |       |       |
|  |                 | ویارئال            | ۲            | ۲            | ۴                              |         |               |               |               |               |  |  |           |           |           |           |  |  |       |       |       |       |
|  | ویارئال         | ویارئال            | ۲            | ۲            | ۴                              | ۱       | ۳             | ۴             |               |               |  |  |           |           |           |           |  |  |       |       |       |       |
|  | ویارئال         |                    |              |              |                                | ۱       | ۳             | ۴             |               |               |  |  |           |           |           |           |  |  |       |       |       |       |
|  | یوونتوس         | ۱                  | ۰            | ۱            |                                |         |               |               |               |               |  |  |           |           |           |           |  |  |       |       |       |       |
|  | یوونتوس         | ۱                  | ۰            | ۱            | ویارئال                        | ۱       | ۱             | ۲             |               |               |  |  |           |           |           |           |  |  |       |       |       |       |
|  |                 |                    |              |              | ویارئال                        | ۱       | ۱             | ۲             |               |               |  |  |           |           |           |           |  |  |       |       |       |       |
|  |                 | بایرن مونیخ        | ۰            | ۱            | ۱                              |         |               |               |               |               |  |  |           |           |           |           |  |  |       |       |       |       |
|  | ردبول زالتسبورگ | بایرن مونیخ        | ۰            | ۱            | ۱                              | ۱       | ۱             | ۲             |               |               |  |  |           |           |           |           |  |  |       |       |       |       |
|  | ردبول زالتسبورگ |                    |              |              | ۲۸ مه – ورزشگاه استاد دو فرانس | ۱       | ۱             | ۲             |               |               |  |  |           |           |           |           |  |  |       |       |       |       |
|  | بایرن مونیخ     | ۱                  | ۷            | ۸            |                                |         |               |               |               |               |  |  |           |           |           |           |  |  |       |       |       |       |
|  | بایرن مونیخ     | ۱                  | ۷            | ۸            | لیورپول                        | لیورپول | لیورپول       | ۰             |               |               |  |  |           |           |           |           |  |  |       |       |       |       |
|  |                 |                    |              |              | لیورپول                        | لیورپول | لیورپول       | ۰             |               |               |  |  |           |           |           |           |  |  |       |       |       |       |
|  |                 | رئال مادرید        | رئال مادرید  | رئال مادرید  | ۱                              |         |               |               |               |               |  |  |           |           |           |           |  |  |       |       |       |       |
|  | اسپورتینگ       | رئال مادرید        | رئال مادرید  | رئال مادرید  | ۱                              | ۰       | ۰             | ۰             |               |               |  |  |           |           |           |           |  |  |       |       |       |       |
|  | اسپورتینگ       |                    |              |              |                                | ۰       | ۰             | ۰             |               |               |  |  |           |           |           |           |  |  |       |       |       |       |
|  | منچستر سیتی     | ۵                  | ۰            | ۵            |                                |         |               |               |               |               |  |  |           |           |           |           |  |  |       |       |       |       |
|  | منچستر سیتی     | ۵                  | ۰            | ۵            | منچستر سیتی                    | ۱       | ۰             | ۱             |               |               |  |  |           |           |           |           |  |  |       |       |       |       |
|  |                 |                    |              |              | منچستر سیتی                    | ۱       | ۰             | ۱             |               |               |  |  |           |           |           |           |  |  |       |       |       |       |
|  |                 | اتلتیکو مادرید     | ۰            | ۰            | ۰                              |         |               |               |               |               |  |  |           |           |           |           |  |  |       |       |       |       |
|  | اتلتیکو مادرید  | اتلتیکو مادرید     | ۰            | ۰            | ۰                              | ۱       | ۱             | ۲             |               |               |  |  |           |           |           |           |  |  |       |       |       |       |
|  | اتلتیکو مادرید  |                    |              |              |                                | ۱       | ۱             | ۲             |               |               |  |  |           |           |           |           |  |  |       |       |       |       |
|  | منچستر یونایتد  | ۱                  | ۰            | ۱            |                                |         |               |               |               |               |  |  |           |           |           |           |  |  |       |       |       |       |
|  | منچستر یونایتد  | ۱                  | ۰            | ۱            | منچستر سیتی                    | ۴       | ۱             | ۵             |               |               |  |  |           |           |           |           |  |  |       |       |       |       |
|  |                 |                    |              |              | منچستر سیتی                    | ۴       | ۱             | ۵             |               |               |  |  |           |           |           |           |  |  |       |       |       |       |
|  |                 | رئال مادرید (و.ا.) | ۳            | ۳            | ۶                              |         |               |               |               |               |  |  |           |           |           |           |  |  |       |       |       |       |
|  | چلسی            | رئال مادرید (و.ا.) | ۳            | ۳            | ۶                              | ۲       | ۲             | ۴             |               |               |  |  |           |           |           |           |  |  |       |       |       |       |
|  | چلسی            |                    |              |              |                                | ۲       | ۲             | ۴             |               |               |  |  |           |           |           |           |  |  |       |       |       |       |
|  | لیل             | ۰                  | ۱            | ۱            |                                |         |               |               |               |               |  |  |           |           |           |           |  |  |       |       |       |       |
|  | لیل             | ۰                  | ۱            | ۱            | چلسی                           | ۱       | ۳             | ۴             |               |               |  |  |           |           |           |           |  |  |       |       |       |       |
|  |                 |                    |              |              | چلسی                           | ۱       | ۳             | ۴             |               |               |  |  |           |           |           |           |  |  |       |       |       |       |
|  |                 | رئال مادرید (و.ا.) | ۳            | ۲            | ۵                              |         |               |               |               |               |  |  |           |           |           |           |  |  |       |       |       |       |
|  | پاری سن ژرمن    | رئال مادرید (و.ا.) | ۳            | ۲            | ۵                              | ۱       | ۱             | ۲             |               |               |  |  |           |           |           |           |  |  |       |       |       |       |
|  | پاری سن ژرمن    |                    |              |              |                                | ۱       | ۱             | ۲             |               |               |  |  |           |           |           |           |  |  |       |       |       |       |
|  | رئال مادرید     | ۰                  | ۳            | ۳            |                                |         |               |               |               |               |  |  |           |           |           |           |  |  |       |       |       |       |
|  | رئال مادرید     | ۰                  | ۳            | ۳            |                                |         |               |               |               |               |  |  |           |           |           |           |  |  |       |       |       |       |

### یک‌هشتم نهایی
قرعه‌کشی مرحله یک‌هشتم نهایی در تاریخ ۱۳ دسامبر ۲۰۲۱، ابتدا در ساعت ۱۲:۰۰ CET برگزار شد. قرعه‌کشی دارای مشکلات متعددی بود: منچستر یونایتد به اشتباه در قرعه‌کشی حریف ویارئال قرار گرفت (هر دو در گروه F بودند)، سپس توپ دیگری کشیده شد و منچستر سیتی به جای منچستر یونایتد انتخاب شد. سپس لیورپول به اشتباه در قرعه‌کشی حریف اتلتیکو مادرید قرار گرفت (هر دو در گروه B بودند) و منچستر یونایتد به اشتباه حذف شد. بعداً در همان روز، یوفا قرعه‌کشی اصلی را به دلیل «مشکل فنی» در دستگاه قرعه‌کشی باطل کرد. قرعه‌کشی در ساعت ۱۵:۰۰ CET مجدداً انجام شد.
مسابقات دور رفت این مرحله در تاریخ‌های ۱۵، ۱۶، ۲۲ و ۲۳ فوریه و مسابقات دور برگشت نیز در تاریخ‌های ۸، ۹، ۱۵ و ۱۶ مارس برگزار شدند.
| تیم ۱           | نتیجه‌نهایی | تیم ۲          | بازی رفت | بازی برگشت |
| --------------- | ---------- | -------------- | -------- | ---------- |
| ردبول زالتسبورگ | ۲–۸        | بایرن مونیخ    | ۱–۱      | ۱–۷        |
| اسپورتینگ       | ۰–۵        | منچستر سیتی    | ۰–۵      | ۰–۰        |
| بنفیکا          | ۳–۲        | آژاکس          | ۲–۲      | ۱–۰        |
| چلسی            | ۴–۱        | لیل            | ۲–۰      | ۲–۱        |
| اتلتیکو مادرید  | ۲–۱        | منچستر یونایتد | ۱–۱      | ۱–۰        |
| ویارئال         | ۴–۱        | یوونتوس        | ۱–۱      | ۳–۰        |
| اینتر میلان     | ۱–۲        | لیورپول        | ۰–۲      | ۱–۰        |
| پاری سن ژرمن    | ۲–۳        | رئال مادرید    | ۱–۰      | ۱–۳        |

### یک‌چهارم نهایی
قرعه‌کشی مرحله یک‌چهارم نهایی در ۱۸ مارس ۲۰۲۲، ساعت ۱۲:۰۰ CET برگزار شد.
مسابقات دور رفت این مرحله در ۵ و ۶ آوریل و مسابقات دور برگشت نیز در ۱۲ و ۱۳ آوریل ۲۰۲۲ برگزار می‌شوند.
| تیم ۱       | نتیجه‌نهایی | تیم ۲          | بازی رفت | بازی برگشت |
| ----------- | ---------- | -------------- | -------- | ---------- |
| چلسی        | ۴–۵        | رئال مادرید    | ۱–۳      | ۳–۲ (و.ا.) |
| منچستر سیتی | ۱–۰        | اتلتیکو مادرید | ۱–۰      | ۰–۰        |
| ویارئال     | ۲–۱        | بایرن مونیخ    | ۱–۰      | ۱–۱        |
| بنفیکا      | ۴–۶        | لیورپول        | ۱–۳      | ۳–۳        |

### نیمه‌نهایی
قرعه‌کشی مرحله نیمه‌نهایی در ۱۸ مارس ۲۰۲۲، ساعت ۱۲:۰۰ CET و پس از قرعه‌کشی مرحله یک‌چهارم نهایی برگزار شد.
مسابقات دور رفت این مرحله ۲۶ و ۲۷ آوریل و مسابقات دور برگشت نیز در ۳ و ۴ مه ۲۰۲۲ برگزار شدند.
| تیم ۱       | نتیجه‌نهایی | تیم ۲       | بازی رفت | بازی برگشت |
| ----------- | ---------- | ----------- | -------- | ---------- |
| منچستر سیتی | ۵–۶        | رئال مادرید | ۴–۳      | ۱–۳ (و.ا.) |
| لیورپول     | ۵–۲        | ویارئال     | ۲–۰      | ۳–۲        |

### فینال
مسابقه فینال در ۲۸ مه ۲۰۲۲ و در ورزشگاه استاد دو فرانس در سن-دنی برگزار شد. قرعه‌کشی این مرحله در ۱۸ مارس ۲۰۲۲ پس از قرعه‌کشی مرحله یک‌چهارم نهایی و نیمه‌نهایی برای تعیین تیم «میزبان» برای اهداف اداری برگزار شد.
| لیورپول | ۰–۱   | رئال مادرید  |
| ------- | ----- | ------------ |
|         | گزارش | وینیسیوس ۵۹' |

## آمار
آمار دور مقدماتی و پلی‌آف محاسبه نمی‌شود.

### بهترین گلزنان
| رتبه | بازیکن            | تیم            | گل‌ها | دقایق بازی |
| ---- | ----------------- | -------------- | ---- | ---------- |
| ۱    | کریم بنزما        | رئال مادرید    | ۱۵   | ۱۱۰۶       |
| ۲    | روبرت لواندوفسکی  | بایرن مونیخ    | ۱۳   | ۸۷۶        |
| ۳    | سباستین آلر       | آژاکس          | ۱۱   | ۶۶۸        |
| ۴    | محمد صلاح         | لیورپول        | ۸    | ۱۰۰۸       |
| ۵    | کریستوفر ان‌کونکو  | لایپزیگ        | ۷    | ۵۳۱        |
| ۵    | ریاض محرز         | منچستر سیتی    | ۷    | ۹۸۶        |
| ۷    | کریستیانو رونالدو | منچستر یونایتد | ۶    | ۶۱۱        |
| ۷    | داروین نونیز      | بنفیکا         | ۶    | ۶۱۳        |
| ۷    | کیلیان امباپه     | پاری سن ژرمن   | ۶    | ۶۷۳        |
| ۷    | لروی زانه         | بایرن مونیخ    | ۶    | ۷۹۸        |
| ۷    | آرنات گرونولد     | ویارئال        | ۶    | ۹۰۶        |

### بهترین پاسورها
| رتبه | بازیکن               | تیم            | پاس گل | دقایق بازی |
| ---- | -------------------- | -------------- | ------ | ---------- |
| ۱    | برونو فرناندز        | منچستر یونایتد | ۷      | ۵۲۰        |
| ۲    | لروی زانه            | بایرن مونیخ    | ۶      | ۷۹۸        |
| ۲    | وینیسیوس جونیور      | رئال مادرید    | ۶      | ۱۱۹۹       |
| ۴    | آنتونی               | آژاکس          | ۵      | ۵۷۷        |
| ۵    | ژوآو ماریو           | بنفیکا         | ۴      | ۴۹۳        |
| ۵    | جرارد مورنو          | ویارئال        | ۴      | ۵۲۴        |
| ۵    | کیلیان امباپه        | پاری سن ژرمن   | ۴      | ۶۷۳        |
| ۵    | کوین دی بروینه       | منچستر سیتی    | ۴      | ۷۳۴        |
| ۵    | ترنت الکساندر-آرنولد | لیورپول        | ۴      | ۷۹۴        |
| ۵    | اتین کاپو            | ویارئال        | ۴      | ۱۰۴۶       |
| ۵    | لوکا مودریچ          | رئال مادرید    | ۴      | ۱۰۷۷       |

### تیم فصل
گروه مطالعات فنی یوفا بازیکنان زیر را به عنوان تیم برتر مسابقات انتخاب کرد.
| پ. | بازیکن               | تیم          |
| -- | -------------------- | ------------ |
| GK | تیبو کورتوا          | رئال مادرید  |
| DF | ترنت الکساندر-آرنولد | لیورپول      |
| DF | آنتونیو رودیگر       | چلسی         |
| DF | ویرجیل فن دایک       | لیورپول      |
| DF | اندرو رابرتسون       | لیورپول      |
| MF | کوین دی بروینه       | منچستر سیتی  |
| MF | فابینیو              | لیورپول      |
| MF | لوکا مودریچ          | رئال مادرید  |
| FW | کیلیان امباپه        | پاری سن ژرمن |
| FW | کریم بنزما           | رئال مادرید  |
| FW | محمد صلاح            | لیورپول      |

### بازیکن فصل
- کریم بنزما ( رئال مادرید)[۲]

### بازیکن جوان فصل
- وینیسیوس جونیور ( رئال مادرید)[۲۲]

## قهرمان
| قهرمان لیگ قهرمانان اروپا ۲۰۲۲ |
| ------------------------------ |
| رئال مادرید                    |
| چهاردهمین قهرمانی              |